# Gerda Gollwitzer
Gerda Gollwitzer (* 26. Oktober 1907 in Pappenheim; † 25. Januar 1996) war eine Landschaftsarchitektin. Sie verfasste zahlreiche Fachbücher und war Herausgeberin der Schriftenreihe der Deutschen Gesellschaft für Gartenkunst und Landschaftspflege. Im Bereich der Gartendenkmalpflege leistete sie nach dem Zweiten Weltkrieg Pionierarbeit.

## Leben und Werk

### Familie
Sie war die Tochter von Barbara (Babette) Gollwitzer, geborene Löffler (1883–1977). Ihr Vater war der evangelische Pfarrer Wilhelm Gollwitzer (1867–1939). Ihre ältere Schwester Inge Meyer (1905–1951), geborene Gollwitzer, war Gymnasiallehrerin. Ihr Bruder Gerhard Gollwitzer war verheiratet mit der Schauspielerin Lalita Schrader (1913–1998). Der Bruder  Helmut Gollwitzer wurde 1908 geboren und war mit der Schauspielerin Eva Bildt verlobt. 1951 heiratete er die evangelische Theologin Brigitte Freudenberg (1922 – 1986). Der Jurist und Soldat Herbert Gollwitzer (* 1912) wurde ab 1944 vermisst. Uwe Gollwitzer (1920–1941) war der jüngste Bruder.
Briefe aus der Zeit von 1936 bis 1945, die sie mit ihrem Bruder Helmut austauschte, befinden sich in seinem Nachlass.

### Werdegang
Gerda Gollwitzer absolvierte nach der Schule eine Lehre als Gärtnerin am Bodensee. Sie liebte den Beruf und übte ihn mehrere Jahre aus. Erst nachdem ihr bei der Arbeit in einem harten Winter die Hände erfroren, entschied sie sich mit 35 Jahren zu einem Studium der Garten- und Landschaftsarchitektur an der Hochschule Weihenstephan. Noch in ihrer Zeit als Assistentin am Institut für Gartengestaltung übernahm sie die Lehre der „Geschichte der Gartenkunst“ selbstständig und lehrte das Fach von 1945 bis 1956. Sie gab damit erste und entscheidende Impulse zur Gartendenkmalpflege nach dem Krieg.
Auch die Initiative zum Aufbau eines „Arbeitskreises Historische Gärten“ in der Deutschen Gesellschaft für Gartenkunst und Landschaftspflege (DGGL) erfolgte Anfang 1963 durch Gerda Gollwitzer in München mit der Einladung zu einem ersten Treffen. Zum Gremium gehörten neben Gollwitzer als Leiterin auch Christian Bauer, der Direktor der Bayerischer Staatsgärten, Wilhelm Alverdes (Gartendirektor i. R.), Walter Rossow, Alfred Hoffmann aus Geisenheim, Karl Heinrich Meyer und Ulrich Wolf (Gartenbaudirektor aus Düsseldorf, damaliger Präsident der DGGL). Die Schriftenreihe der DGGL gab sie ab 1956 heraus. Gollwitzer war neben der Tätigkeit als Autorin und Redakteurin fortlaufend als Planerin tätig.
Sie war der Überzeugung: „Die Wissenschaft von der Geschichte der Gartenkunst ist – wie jede andere Geschichte – keine lebensferne Wissenschaft, sondern im Garten noch mehr als auf anderen Gebieten eng mit dem Leben von heute verbunden“ Grünanlagen sollten die Bedürfnisse der Menschen befriedigen und Vergnügen bereiten. Ziel war, „… diese für das Stadtleben von heute so unentbehrlichen Bereiche so zu pflegen, daß sie in ihrem historischen Bezug und Wert erhalten bleiben und doch der Bevölkerung weitmöglichste Chance zum Leben darin geben“.

## Auszeichnungen (Auswahl)
Im Jahr 1981 wurde ihr von der Bayerische Akademie der Schönen Künste der Friedrich-Ludwig-von-Sckell-Ehrenring verliehen. Die akademische Würde des „Doktor Ingenieur Ehren halber“ verlieh die Technische Universität Berlin am 21. April 1989.

## Schriften

### Monografien
- Gartenlust, Prestel Verlag, München, 1956. ISBN 978-3-7913-0011-5
- Schulen im Grün, Schriftenreihe der Deutschen Gesellschaft für Gartenkunst und Landschaftspflege, Band 1, Callwey, München, 1956.
- mit Nezihe Taner, Pertev Taner: Okul bahçeleri (Schulgärten, türkisch).
- unter Mitwirkung von Rudolf Ortner: Kinderspielplätze, Schriftenreihe der Deutschen Gesellschaft für Gartenkunst und Landschaftspflege, Band 2, Callwey, München, 1957.
- mit Werner Wirsing: Dachgärten und Dachterrassen, Callwey, München, 1962.
- Die historischen Gärten in unserer Zeit, Institut für Landschaftsplanung und Gartenkunst der TU Berlin, Berlin, 1969.
- mit Werner Wirsing: Sady na kryšach: (Sokraščennyj perevod s nem.) (Dachgärten + Dachterrassen, russisch), Izdatel'stvo literatury po ströitel'stvu, Moskva, 1972.
- mit Werner Wirsing: Dachflächen: bewohnt, belebt, bepflanzt, Callwey, München, 1972. ISBN 978-3-7667-0211-1
- mit Günther Grzimek: Spiel und Sport in der Stadtlandschaft, Schriftenreihe der Deutschen Gesellschaft für Gartenkunst und Landschaftspflege, Band 9, Callwey, München, 1972. ISBN 978-3-7667-0243-2
- Ein 300 Jahre alter Park: Erfahrungen bei der Restaurierung des Großen Gartens Hannover-Herrenhausen, Landesdenkmalamt Baden-Württemberg, Stuttgart, 1976.
- Miller-Blum: environmental planning (englisch), Miller-Blum, Environmental Planning, Haifa, 1980.
- Bäume: Bilder und Texte aus drei Jahrtausenden, Schuler, Herrsching, 1980. ISBN 978-3-7796-5181-9
- mit Franco Borsi: Studi e contributi dedicati a Piero Sanpaolesi (Piero Sanpaolesi gewidmete Studien und Beiträge, italienisch), Vallecchi, Florenz, 1982.
- Botschaft der Bäume: gestern, heute, morgen?, DuMont, Köln, 1984. ISBN 978-3-7701-1638-6

### Artikel (Auswahl)
- Garten am See: Zur 1. Schweizerischen Gartenbauausstellung,
- Plants, the climate and the landscape (englisch), 1961.
- Alte und neue Gartenkunst im Herzen Deutschlands – IGA Erfurt 1961, 1961.
- Japanische Impulse für europäische Gärten, in: Das Werk: Architektur und Kunst, Heft 1, Band 52, 1965. Digitalisat
- The influence of Le Nostre on the European garden of the 18th century (englisch), in: Elisabeth B. Macdougall, F. Hamilton Hazlehurst (Hrsg.): French formal garden, 1974.
- Historical gardens in the Federal Republic of Germany: risks and experiences (englisch), Bericht, 3. internationales Kolloquium über den Schutz und die Restaurierung historischer Gärten, Zeist, 8. bis 13. September 1975.
- Interazione tra l'uomo e il paesaggio esemplificata nelle ville venete (italienisch), Bulletin des Centro Internazionale di Studi di Architettura Andrea Palladio (CISA), Vicenza, 1976.
- Das Forschungsinstitut Dumbarton Oaks und seine Gärten = The Center for Studies in Landscape Architecture Dumbarton Oaks and its gardens, München, 1978.
- Über die Wirkung der Farben in Gärten und Landschaften, in: Von Farbe und Farben: Albert Knoepfli zum 70. Geburtstag, 1980.
- Bäume : Zeichen des Lebens in der Stadt, in: Anthos: Zeitschrift für Landschaftsarchitektur, Heft 3, Band 25, 1986. Digitalisat
- Giardini paradisiaci prima e oggi (italienisch), Protezione e restauro del giardino storico, 1987.